# Фридрих Шилер
Йохан Кристоф Фридрих фон Шилер (на немски: Johann Christoph Friedrich von Schiller), познат като Фридрих Шилер, е германски писател (поет и драматург), историк, философ, медик.

## Биография
Роден е на 10 ноември 1759 година в Марбах, Вюртемберг (в Югозападна Германия, в областта около Щутгарт, бивша Швабия), в семейството на военния лекар Йохан Каспар Шилер. Детството и юношеството му преминават в относителна бедност, въпреки че посещава както селското, така и латинско училище и, предизвиквайки вниманието на Карл Ойген, херцог на Вюртемберг, влиза в Karlsschule (елитна военна академия в Щутгарт, основана от херцога Карл Ойген) през 1773 г., където накрая учи медицина.
Докато е в елитното училище, той тайно чете Русо и Гьоте и дискутира класическите идеали със съучениците си. В училище той написва първата си пиеса Die Räuber (Разбойници), разказваща за група наивни революционери и техния трагичен неуспех. Ранното му творчество е свързано с литературното направление Буря и натиск.
Шилер получава поста на полкови лекар в Щутгарт през 1780 г.
След представлението на „Разбойници“ в Манхайм през 1781 г., което предизвиква всеобщ възторг, той е арестуван и му е забранено да публикува други трудове. Бяга от Щутгарт през 1783 г. и отива през Лайпциг и Дрезден във Ваймар през 1787 г. Шилер се заема с изучаването на древногръцката литература и стига до убеждението, че елинската култура е най-съвършеното от всичко, което човечеството е сътворило в тази област.
С помощта на Гьоте през 1789 г. става извънреден професор по история и философия в Йена и се вдълбочава в трудовете на Имануел Кант, които упражняват трайно влияние върху художествено-теоретичните му възгледи.
Шилер се преселва трайно във Ваймар през 1799 г. и там Гьоте го убеждава да се върне към драматургията. Така през 1800 г. създава трагедията си „Мария Стюарт“. Двамата с Гьоте основават Ваймарския театър, който става водещ театър в Германия. За културните си заслуги Шилер получава през 1802 г. благородническа титла от Ваймарския херцог. Шилер остава във Ваймар до смъртта си на 45-годишна възраст, настъпила вследствие на белодробна туберкулоза.
В чест на поета литературни и културни награди „Фридрих Шилер“ учредяват през 1920 г. швейцарската фондация „Шилер“, град Манхайм през 1954 г. и провинция Баден-Вюртемберг през 1955 г.

## Поезия
Поезията на Фридрих Шилер представлява постоянно домогване до красотата, доброто и истината в името на братството между хората, озарени от извънземната светлина на изкуството.
По-значими поетически творби:
- „Боговете на Гърция“ (1788)
- „Творците“ (1789)
- „Поезията на живота“ (1795)
- „Идеалът и животът“ (1795)
- „Разходка“ (1795)
- „Жалбата на Церера“ (1796)
- „Златната чаша“ (1797)
- „Ръкавицата“ (1797)
- „Пръстенът на Поликрат“ (1797)
- „Жеравите на Ивик“ (1797)
- „Боят със змея“ (1798)
- „Поръчителството“ (1798)
- „Елевзински празник“ (1798)
- „Песен на камбаната“ (1799)
- „Касандра“ (1802)
- „Победен празник“ (1803)

Прочутата му „Ода на радостта“ (1785) става върховен символ във финалната част на Деветата симфония на Лудвиг ван Бетховен – днес официален химн на Европейския съюз.
Силата на жената
Силни сте вие с добрата магия на свойто присъствие;

 Всичко постигате с благост, никога нищо със гняв.

Мощ диря аз у мъжа, достойнството той отстоява,

 Ала жената владее – и нека! – единствено с чар.

Вярно, владели са някои с мощ на ума и делата,

 Ала на тях им е липсвал пък този най-царствен венец.

Истински властна е само женската хубост в жената:

 Щом появи се, в появата вече е нейната власт.

1796 

## Философски трудове
Шилер пише много философски трудове по етика и естетика. Той синтезира идеите на Кант с възгледите на Карл Леонхард Райнхолд. Развива понятието за „красивата душа“ (Schöne Seele) – човек, чиито емоции са възпитани от разума му, така че „задължението и влечението“ (Pflicht und Neigung) вече не са в конфликт помежду си. Така „красотата“ за Шилер не е просто чувствено преживяване, а и морално: Бог е Красотата. Трудовете му по философия разглеждат и въпроса за човешката свобода – занимание, което е водещо и в неговите исторически изследвания като „Тридесетгодишната война“ и „Въстанието в Холандия“, а после намира място и в драмите му (трилогията „Валенщайн“ е за Тридесетгодишната война, а „Дон Карлос“ – за въздигането на Холандия срещу Испания). Шилер пише основоположната статия „Върху трагическото изкуство“ и две важни есета по въпроса за възвишеното (das Erhabene), озаглавени „Vom Erhabenen“ и „Über das Erhabene“. Те насочват погледа върху човешката свобода като възможност да се победят животинските инстинкти на индивида, например инстинкта за самосъхранение, когато някой с готовност умира за красива идея.

## Медицински трудове
Малко известен факт е, че наред със съчиненията си по етика и естетика, Шилер като лекар е оставил и научни произведения, свързани с медицината, и по-специално с душевните болести. Той е създателят на концепцията за психофизиологията, изложена в трактата му за придобиване на докторска степен „За философията на физиологията“, както и в „По въпроса за връзката на животинското и душевното в човешката природа“ (Versuch über den Zusammenhang der thierschen Natur des Menschen mit seiner geistigen, Stuttgart, 1780). В резултат от медицинската му практика в областта на психичните заболявания у Шилер възниква идеята за лечебното действие на творческия труд и той за първи път формулира понятието трудова (или занимателна) терапия (Beschāftigungstherapie).

### Пиеси
- Die Räuber, 1781 („Разбойници“)
- Kabale und Liebe, 1783 („Коварство и любов“)
- Die Verschwörung des Fiesco zu Genua, 1784 („Заговорът на Фиеско от Генуа“)
- Don Karlos, 1787/88 („Дон Карлос“)
- Wallenstein – Trilogie, 1799 („Валенщайн“ – трилогия)
- Maria Stuart, 1800 („Мария Стюарт“)
- Die Jungfrau von Orléans, 1801 („Орлеанската дева“)
- Turandot, 1801 („Турандот“)
- Die Braut von Messina, 1803
- Der Neffe als Onkel, 1803
- Der Parasit oder Die Kunst, sein Glück zu machen, Lustspiel, 1803
- Wilhelm Tell, 1803/04 („Вилхелм Тел“)
- Demetrius (незавършена), 1805

### Стихотворения и балади
- Ode an die Freude, 1786 („Ода на радостта“)
- Resignation, 1786
- Das verschleierte Bild zu Sais, 1795
- Die Teilung der Erde, 1795
- Der Handschuh, 1797
- Der Taucher, 1797 („Плувецът“)
- Die Kraniche des Ibykus, 1797 („Жеравите на Ибик“)
- Ritter Toggenburg, 1797
- Der Ring des Polykrates, 1798 („Пръстенът на Поликрат“)
- Der Kampf mit dem Drachen, 1798
- Die Bürgschaft, 1798
- Das Lied von der Glocke, 1799 („Песента на камбаната“)
- Nänie, 1800
- Der Antritt des neuen Jahrhunderts, 1800
- Das Siegesfest, 1803
- Die Huldigung der Künste, 1804

### Философски съчинения
- Über den Grund des Vergnügens an tragischen Gegenständen, 1792
- Augustenburger Briefe, 1793
- Über Anmut und Würde, 1793
- Kallias-Briefe, 1793
- Kallias oder Über die Schönheit, 1793
- Die Horen, 1795
- Über die ästhetische Erziehung des Menschen, 1795
- Über naive und sentimentalische Dichtung, 1795
- Kleinere prosaische Schriften, 1801

### Исторически трудове
- Geschichte des Abfalls der Vereinigten Niederlande von der spanischen Regierung, 1788
- Was heißt und zu welchem Ende studiert man Universalgeschichte?, Antrittsvorlesung am 26. Mai 1789, 1790
- Geschichte des Dreißigjährigen Krieges, 1790

## Издания
- Die Räuber 1781
- Don Carlos 1787
- Maria Stuart 1801
- Wilhelm Tell 1804